# Gustav Malmström
Gustav Lorentz Malmström, född 2 juli 1887 i Malmö, död där 30 oktober 1980, var en svensk skulptör, tecknare, grafiker, målare och konsthantverkare.
Han var från 1931 gift med Vera Margareta Carlstedt. Efter avslutad skolgång vid Malmö högre allmänna läroverk utbildade han sig till konstsmed. Han for till Paris 1921 med avsikten att studera skulptur. Där studerade han skulptur för Antoine Bourdelle vid Académie de la Grande Chaumière och målning för André Lhote samt under studieresor till Danmark och Tyskland. Han debuterade i Skånes konstförenings utställning 1923, tillsammans med Martin Emond och Erik Jönsson ställde han ut i Lund där han väckte stor uppmärksamhet med en skulptur av ett Kristushuvud. 
Han ställde ut skulpturer och målningar ett flertal gånger i bland annat Stockholm, Malmö, Ystad och Lund, i New York Expo 1939 medverkade han med arbeten utförda i tenn. Han medverkade även i konstnärsgruppen Auras utställningar från det att gruppen bildades 1928. Hans konst består av målningar, teckningar och linoleumsnitt samt modellerade porträttbyster, mytologiska motiv i relief, religiösa ämnen, fantasimotiv och skulpturer som kan ha en erotisk underton. 
Till hans mer kända arbeten märks minnesvården över Alfred Hedlund på Norra Nöbbelövs kyrkogård och porträttet av Bror Ljunggren som ingår i Moderna museets samling. Malmström är representerad vid Moderna museet i Stockholm, Malmö museum, Ystads konstmuseum, Lunds konstmuseum, Tomelilla museum och var representerad i Herman Gotthardts samling. Malmström är gravsatt i minneslunden på Limhamns kyrkogård.